# Itabira
Itabira város Brazíliában, Minas Gerais államban. Lakosainak száma 113 343 fő (2022). Itabira Jaboticatubas, Bom Jesus do Amparo, João Monlevade, Bela Vista de Minas, Itambé do Mato Dentro, Nova Era, Nova União, Santa Maria de Itabira és São Gonçalo do Rio Abaixo községekkel határos.

## Népesség
A település népességének változása:
| Lakosok száma | 98 322 | 109 783 | 120 904 | 121 717 | 113 343 |
|               | 2000   | 2010    | 2020    | 2021    | 2022    |